# Sandridge
Sandridge é um pequeno vilarejo entre St. Albans e Wheathampstead, em Hertfordshire, Inglaterra. De acordo com o censo de 2001, a população de Sandridge era de 4.808 habitantes. 